# Siglophora bella
Siglophora bella är en fjärilsart som beskrevs av Butler 1892. Siglophora bella ingår i släktet Siglophora och familjen trågspinnare. Inga underarter finns listade i Catalogue of Life.